# Bengt Johansson (militär)
Bengt Lennart Johansson, född 31 juli 1952 i Brastads församling i Göteborgs och Bohus län, är en svensk militär.

## Biografi
Johansson avlade sjöofficersexamen vid Sjökrigsskolan 1974 och utnämndes samma år till löjtnant i flottan, varpå han gjorde sjötjänst 1974–1976. Han gick helikopterutbildning 1976, var pilot vid 1. helikopterdivisionen 1976–1983, befordrades till kapten 1977 och gick Tekniska kursen på Marinlinjen vid Militärhögskolan. Han befordrades till örlogskapten 1983, var flygchef vid 1. helikopterdivisionen 1983–1985, gick Chefskursen vid Militärhögskolan 1985–1987, tjänstgjorde vid Studieavdelningen och Planeringsavdelningen i Marinstaben 1987–1992, studerade vid École Superieure de Guerre Navale i Paris 1992–1993 och var lärare i strategi vid Försvarshögskolan 1993–1996. Han befordrades till kommendörkapten med särskild tjänsteställning 1995, var chef för 11. helikopterdivisionen 1996–1999, befordrades till kommendör 1999 och tjänstgjorde i svenska delegationen till NATO och i svenska representationen hos Europeiska Unionen 1999–2002. Bengt Johansson befordrades till flottiljamiral 2002, varpå han var chef för Utvecklings- och inriktningsstaben i Strategiledningen i Högkvarteret 2002–2004 och militärsakkunnig i Utrikesdepartementet från 2005.
Bengt Johansson invaldes som ledamot av Kungliga Örlogsmannasällskapet 1994.